# Simplon (département)
Pour les articles homonymes, voir Simplon.
1810–1813
Entités précédentes :
- République du Valais

Entités suivantes :
- Confédération des XXII cantons     
( Canton du Valais)

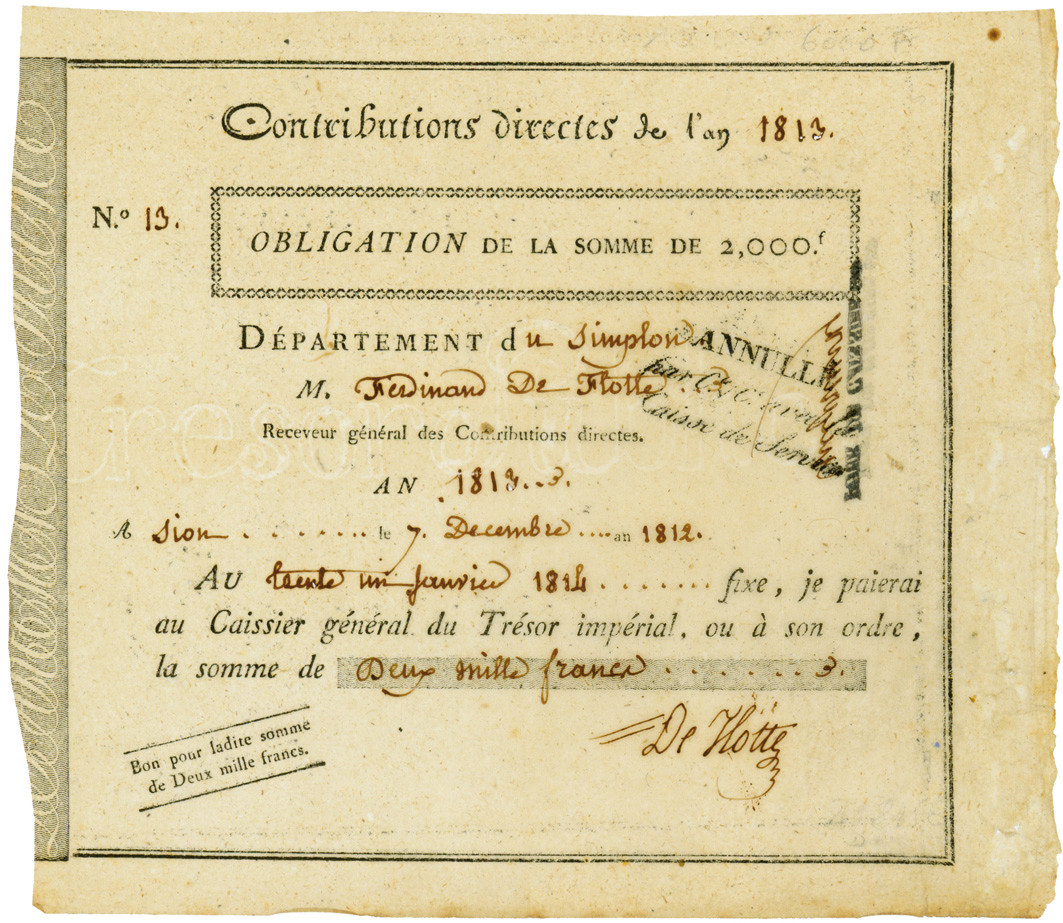
Obligation du Département du Simplon en date du 7 decembre 1812.

Le département du Simplon est un département français de Suisse, rattaché à la France par Napoléon Ier le 13 décembre 1810. Il lui a été attribué le numéro 127 dans la liste des 130 départements français de 1811 et son chef-lieu est Sion. Tirant son nom du col du Simplon, il disparaît en décembre 1813 lorsque l'Autriche l'occupe et le place sous un gouvernement provisoire. En 1815 au congrès de Vienne, le canton du Valais est reconstitué et il adhère à la Confédération suisse.

## Création
Le département est créé par l'article 2 du décret du 12 novembre 1810, portant réunion du Valais à l'Empire français.
Ce décret est rédigé comme suit : 
NAPOLÉON, EMPEREUR DES FRANÇAIS, ROI D'ITALIE, PROTECTEUR DE LA CONFÉDÉRATION DU RHIN, MÉDIATEUR DE LA CONFÉDÉRATION SUISSE :
Considérant que la route du Simplon, qui réunit l'Empire [français] à notre Royaume d'Italie, est utile à plus de soixante millions d'hommes ; qu'elle a coûté à nos trésors de France et d'Italie plus de dix-huit millions, dépense qui deviendrait inutile si le commerce n'y trouvait commodité et parfaite sûreté ;
Que le Valais n'a tenu aucun des engagements qu'il avait contractés, lorsque nous avons fait commencer les travaux pour ouvrir cette grande communication ;
Voulant d'ailleurs mettre un terme à l'anarchie qui afflige ce pays, et couper court aux prétentions abusives de souveraineté d'une partie de la population sur l'autre,
Nous avons décrété et ordonné, décrétons et ordonnons ce qui suit :
ARTICLE PREMIER. — Le Valais est réuni à l'Empire [français].
ART. 2. — Ce territoire formera un département sous le nom de département du Simplon.
ART. 3. — Ce département fera partie de la septième division militaire.
ART. 4. — Il en sera pris possession, sans délai, en notre nom, et un commissaire général sera chargé de l'administrer pendant tout le reste de la présente année.
ART. 5. — Tous nos ministres seront chargés de l'exécution du présent décret.
Signé : Napoléon
Par l'Empereur : Le ministre secrétaire d'État,
Signé : Hugues-Bernard Maret, Duc de Bassano
Le décret précité est confirmé par le sénatus-consulte organique du 13 décembre 1810, portant réunion du Valais à l'Empire français.
Ce sénatus-consulte est rédigé comme suit :
ARTICLE PREMIER. — Le Valais est réuni au territoire de l'Empire français.
ART. 2. — Il formera un département sous le nom de département du Simplon.
ART. 3. — Le département du Simplon aura un député au Corps législatif. — Ce député sera nommé en 1811 : il sera renouvelé dans l'année de la quatrième série, à laquelle le département du Simplon appartiendra.
ART. 4. — Le département du Simplon sera du ressort de la cour impériale de Lyon.

## Subdivisions
Le 26 décembre 1810, Napoléon Ier prend un décret « sur l'organisation du département du Simplon ».
Aux termes de son article premier, le département du Simplon est divisé en trois « arrondissements de sous-préfectures », à savoir :
- L'arrondissement de Sion (chef-lieu : Sion) ;
- L'arrondissement de Brigue (chef-lieu : Brigue) ;
- L'arrondissement de Saint-Maurice (chef-lieu : Saint-Maurice).

Aux termes de son article 2, chaque arrondissement est subdivisé en 13 cantons, correspondant aux douze dizains de 1802, plus celui de Mörel, détaché juridiquement de Rarogne, dont il n'est d'ailleurs pas contigu géographiquement :
- L'arrondissement de Sion est subdivisé en quatre cantons, à savoir : 
  - Le canton d'Hérémence (chef-lieu : Hérémence), correspondant à l'actuel district valaisan d'Hérens ;
  - Le canton de Loèche (chef-lieu : Loèche), correspondant à l'actuel district valaisan de Loèche ;
  - Le canton de Sierre (chef-lieu : Sierre), correspondant à l'actuel district valaisan de Sierre ;
  - Le canton de Sion (chef-lieu : Sion), correspondant à l'actuel district valaisan de Sion ;
- L'arrondissement de Brigue est subdivisé en cinq cantons, à savoir :
  - Le canton de Brigue (chef-lieu : Brigue), correspondant à l'actuel district valaisan de Brigue ;
  - Le canton de Conches (chef-lieu : Ernen), correspondant à l'actuel district valaisan de Conches  ;
  - Le canton de Mörel (chef-lieu : Mörel), correspondant à l'actuel demi-district valaisan de Rarogne oriental
  - Le canton de Rarogne (chef-lieu : Rarogne), correspondant à l'actuel demi-district valaisan de Rarogne occidental ;
  - Le canton de Viège (chef-lieu : Viège), correspondant à l'actuel district valaisan de Viège ;
- L'arrondissement de Saint-Maurice est subdivisé en quatre cantons, à savoir :
  - Le canton d'Entremont (chef-lieu : Sembrancher), correspondant à l'actuel district valaisan d'Entremont ;
  - Le canton de Martigny (chef-lieu : Martigny), correspondant à l'actuel district valaisan de Martigny ;
  - Le canton de Monthey (chef-lieu : Monthey), correspondant à l'actuel district valaisan de Monthey ;
  - Le canton de Saint-Maurice (chef-lieu : Saint-Maurice), correspondant à l'actuel district valaisan de Saint-Maurice.

Aux termes de l'alinéa 4 de l'article 2 du décret précité, chaque canton comprend les communes (96 au total) du précédent dizain correspondant, 

à l'exception du canton de Mörel qui comprend les communes de Mörel et Grengiols.

## Organisation judiciaire
Le décret du 26 décembre 1810 établit un tribunal de première instance siégeant à Sion. Il est composé de cinq membres, dont un président et un juge d'instruction. Le ministère public est assuré par un procureur et un substitut.
Le décret établit également une cour d'assises siégeant à Sion.

## Préfecture

### Liste des préfets

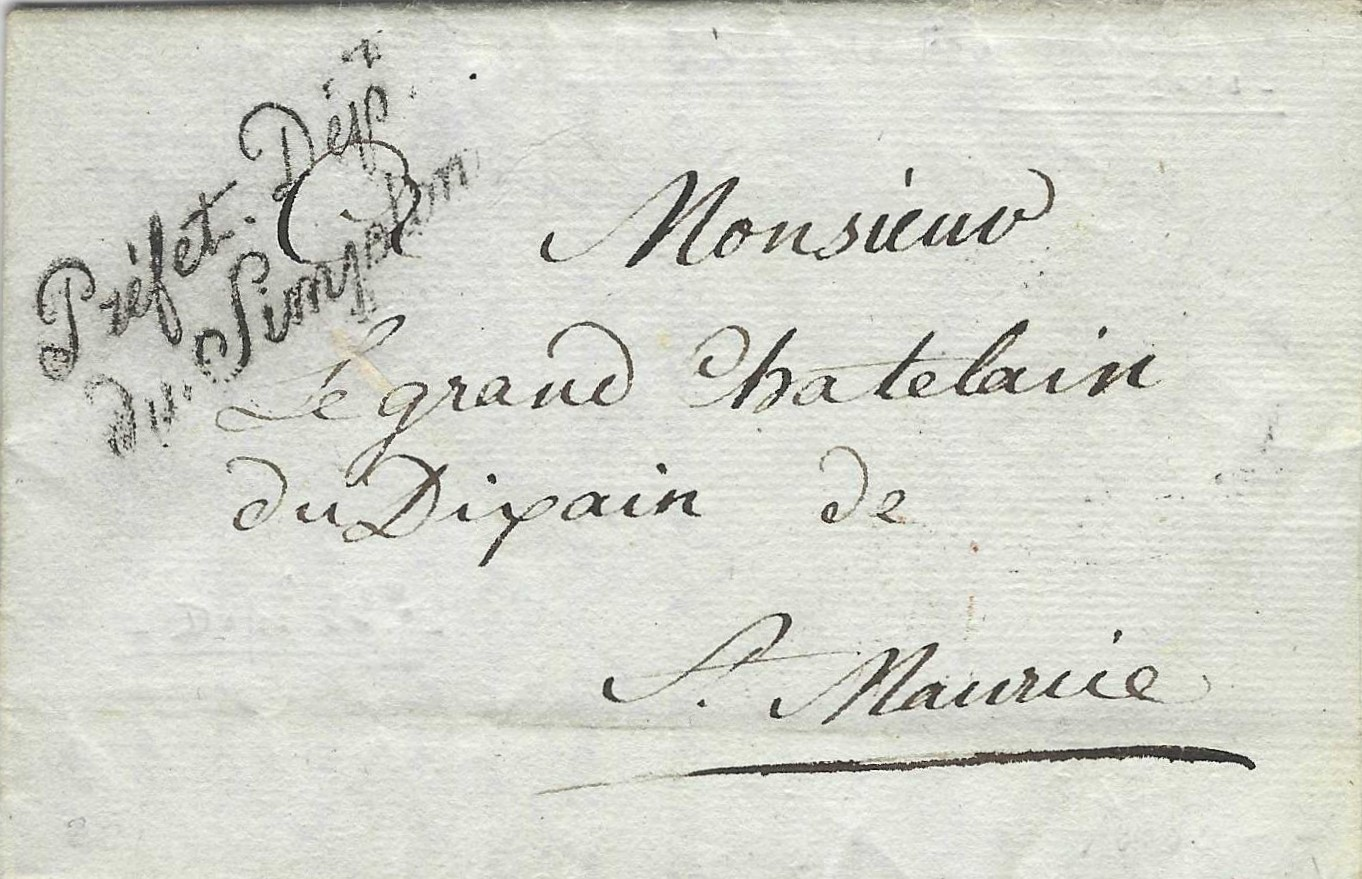
1811 07 01 Sion St Maurice 2

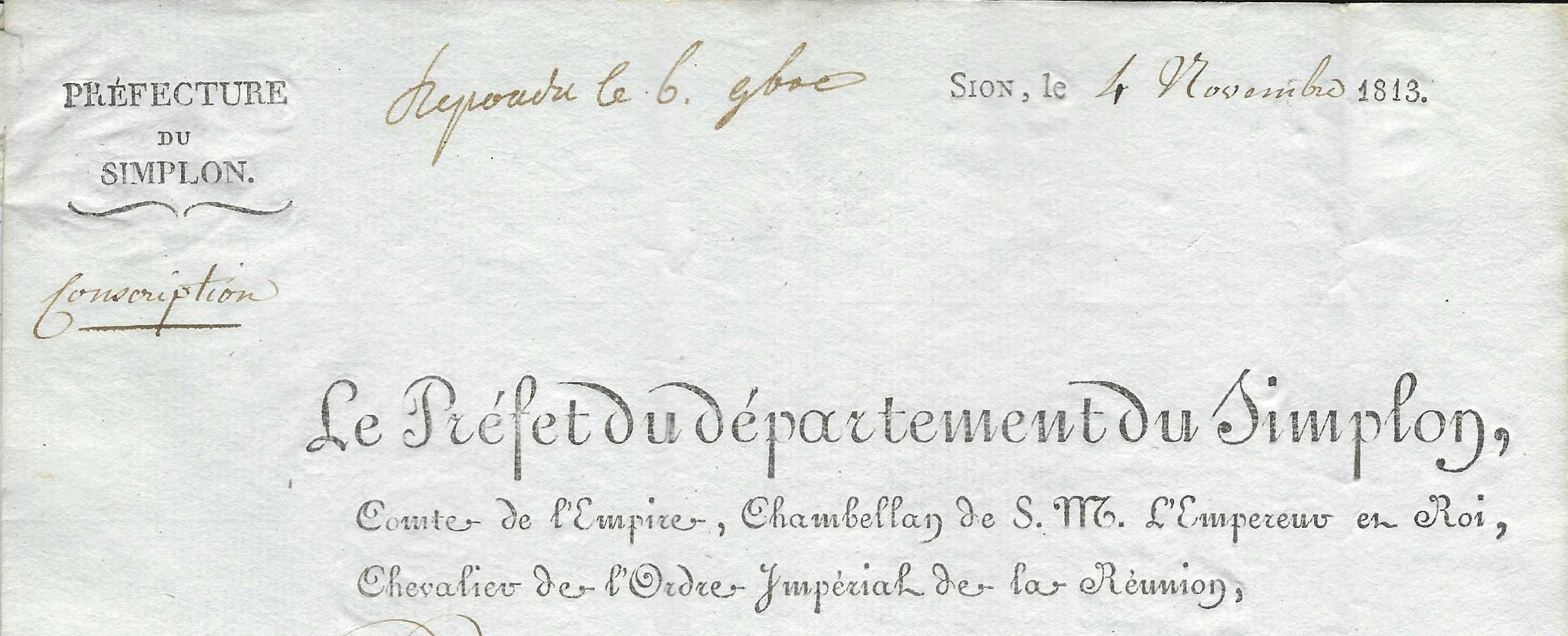
1813 11 04 Sion Sion 3

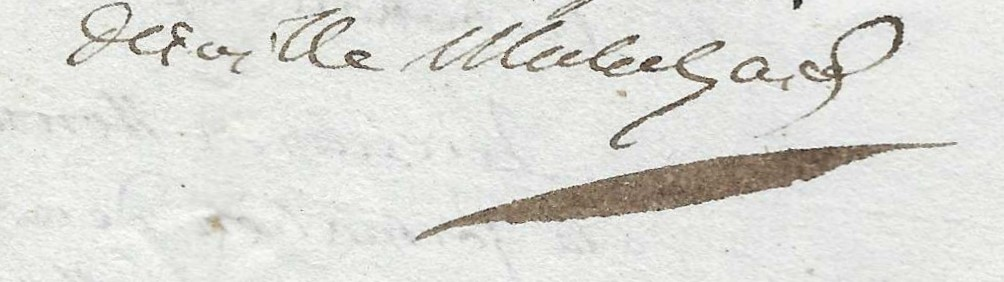
1811 07 01 Sion St Maurice signature de Malechart

| Période         | Période          | Identité                                 | Fonction précédente | Observation                                                              |
| --------------- | ---------------- | ---------------------------------------- | --- | ------------------------------------------------------------------------ |
| 1810            | 1811             | Louis César Gabriel Berthier de Berluy   | Chef de la maison du Pape Pie VII détenu à Savone (1809-1814)                                                          |                                                                          |
| 10 janvier 1811 | 1813             | Claude-Joseph-Parfait Derville-Maléchard | Chargé d'affaires et ministre plénipotentiaire à Lucques (1803-1806), Chargé d'affaires en Valais (17 mai 1806 - 1811) | Passe à la préfecture de la Sarthe (1813) Préfet du Doubs (Cent-Jours)   |
| 12 mars 1813    | 23 décembre 1813 | Claude-Philibert Barthelot de Rambuteau  | Chambellan de l'Empereur                                                                                               | Préfet de la Loire (8 janvier 1814, confirmé à la première Restauration) |

### Siège
En plein centre de Sion, la maison et le jardin de l’ancienne préfecture départementale existent toujours, mais ne sont généralement pas accessibles au public.